# Igar
Igar é um município da Hungria, situado no condado de Fejér. Tem 41,19 km² de área e sua população em 2015 foi estimada em 932 habitantes.